# Roseraie de Berkeley
La roseraie de Berkeley (Berkeley Rose Garden) est un parc municipal de 13,7 hectares comprenant une 
roseraie située à Berkeley en Californie. Elle se trouve dans une zone résidentielle du nord de la ville, sur Beverley Hills, entre les quartiers de Cragmont et de La Loma Park, occupant presque tout l'espace entre Eunice Street et Bayview Place, le long du côté Ouest d'Euclid Avenue.

## Roseraie
La roseraie est en forme d'amphithéâtre à terrasses ; elle est nichée dans un petit vallon et offre une jolie vue sur la ville, la baie de San Francisco et le Golden Gate. Plus de mille cinq cents pieds de deux cent cinquante variétés de roses sont cultivées sur les six étages de terrasses, et l'apogée de leur floraison a lieu dans la seconde quinzaine de mai. Une pergola pour les rosiers grimpants longe l'amphithéâtre en hauteur. Le parc est coupé par le ruisseau Codornices. La partie Nord de la roseraie comprend des courts de tennis. La partie Sud est un bosquet où poussent des séquoias, des lauriers de Californie et des chênes sempervirents.
L'aménagement de la roseraie a commencé en 1933, selon les plans de Vernon Dean, grâce à des fonds fournis  par la Civil Works Administration fédérale, dans la continuité du New Deal de Roosevelt. Les travaux se poursuivent les années suivantes par le financement de la California State Relief Administration et de la Works Progress Administration fédérale. Les roses (une centaine de variétés au départ) sont choisies par C. V. Covell. Elle ouvre le 26 septembre 1937. Depuis cette date, la roseraie a été le lieu de nombreux concours de roses.

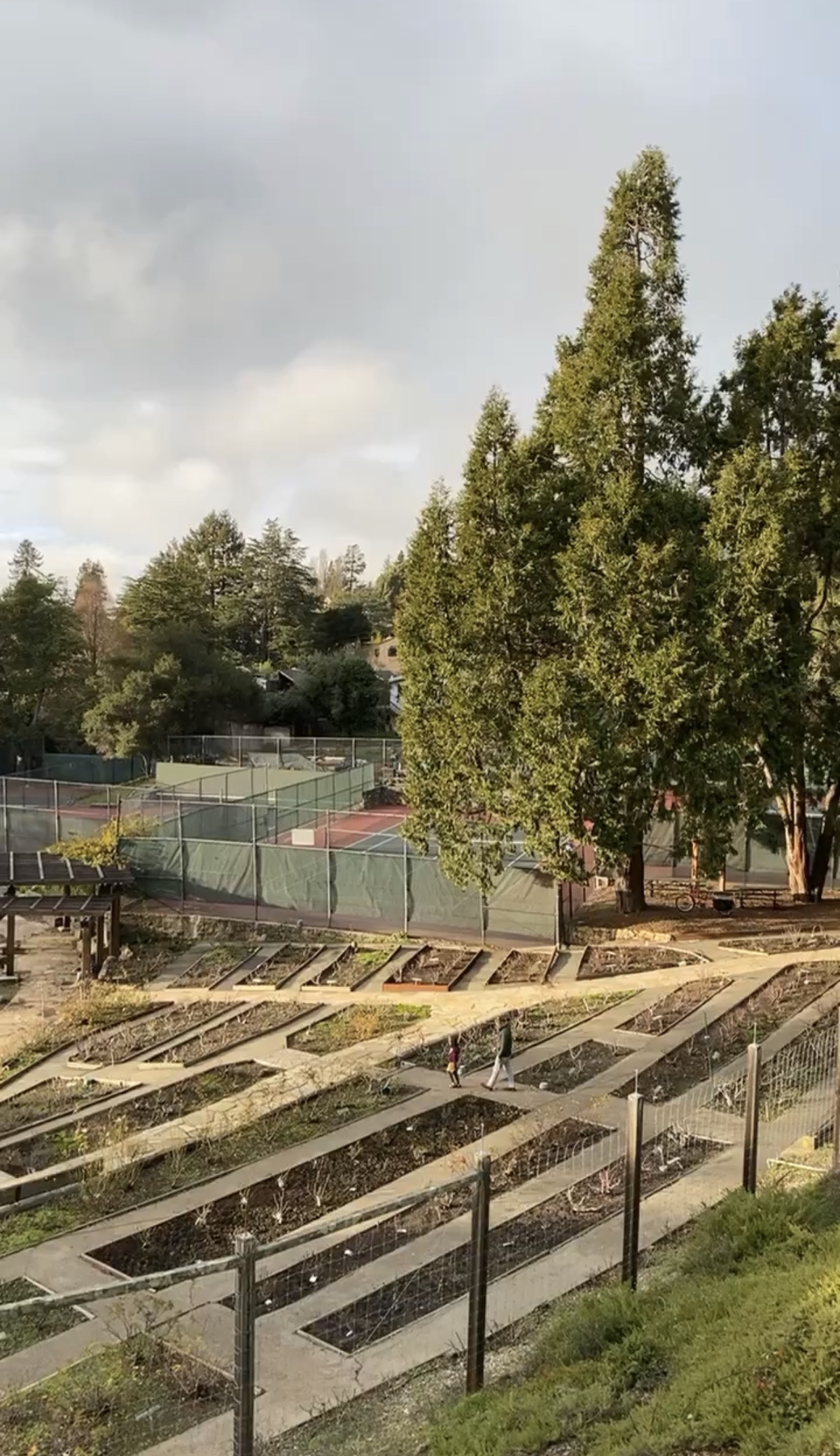
La roseraie de Berkeley à l'hiver 2020 (fin janvier).

## Codornices Park
De l'autre côté d'Euclid Avenue se trouve le Codornices Park, vieux parc municipal  (établi en 1915) dont la roseraie était considérée au début comme une extension.  Le parc Codornices possède une grande pelouse, une zone de pique-nique, une aire de jeux pour les enfants et une longue aire cimentée pour les planches à roulettes. On trouve aussi un club house.
Un tunnel piétonnier sous Euclid Avenue relie le parc à la roseraie. De 1912 à 1928 avant l'inauguration de la roseraie, un tramway en bois et un tréteau routier de 84 m enjambaient le ruisseau Codornices, le long d'Euclid Avenue. Le tunnel a été construit en 1928-1929. Une grande partie du remblai provenait de l'excavation d'une petite colline sur le campus de l'université de Berkeley dans le cadre de la construction du Giannini Hall.

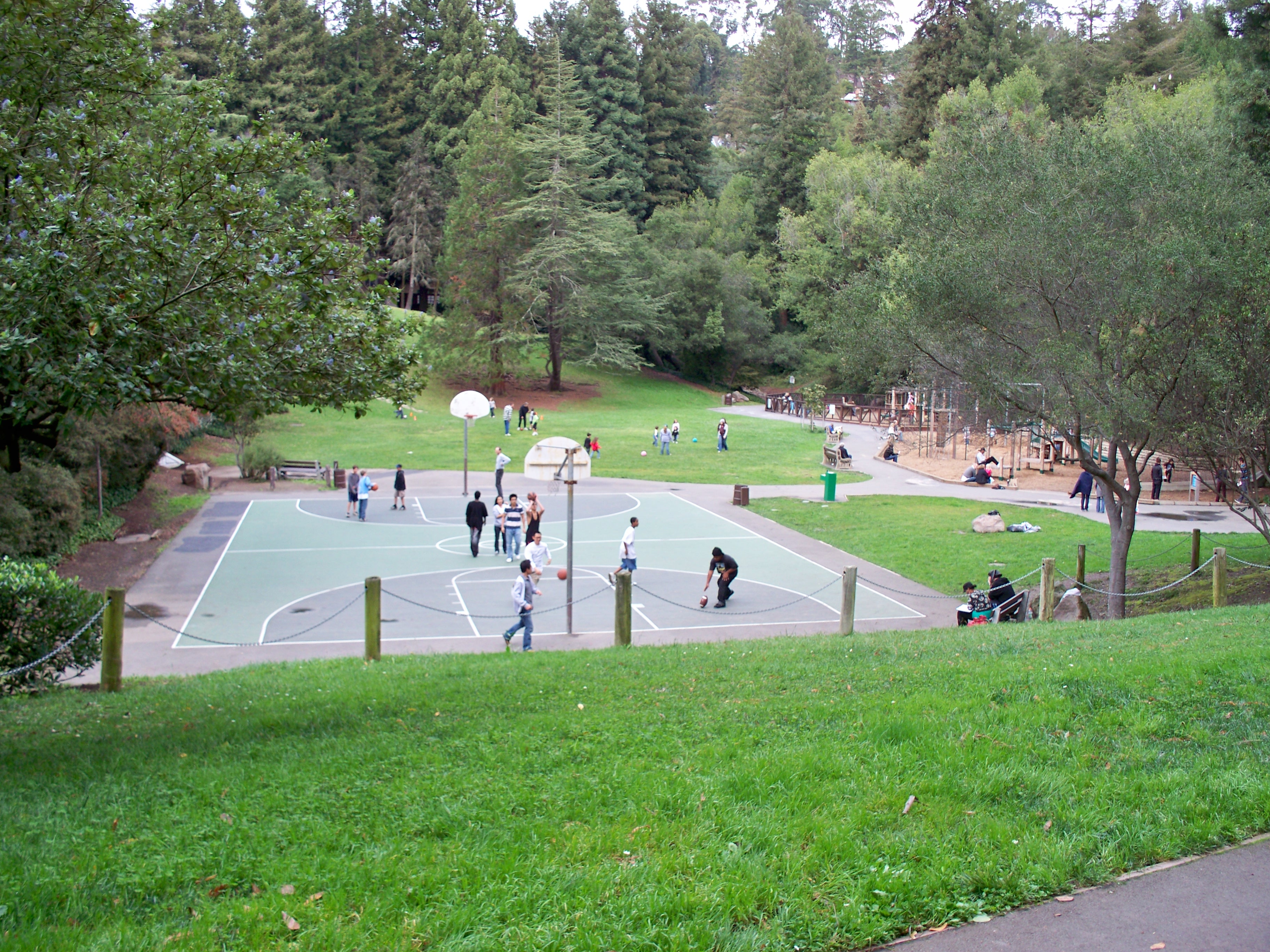
Codornices Park